# Edward Arnekker
Edward Emil Arnekker (ur. 19 lutego 1898 w Radomiu, zm. wiosną 1940 w Charkowie) – polski socjolog i ekonomista, wykładowca, porucznik intendent Wojska Polskiego, ofiara zbrodni katyńskiej.

## Życiorys

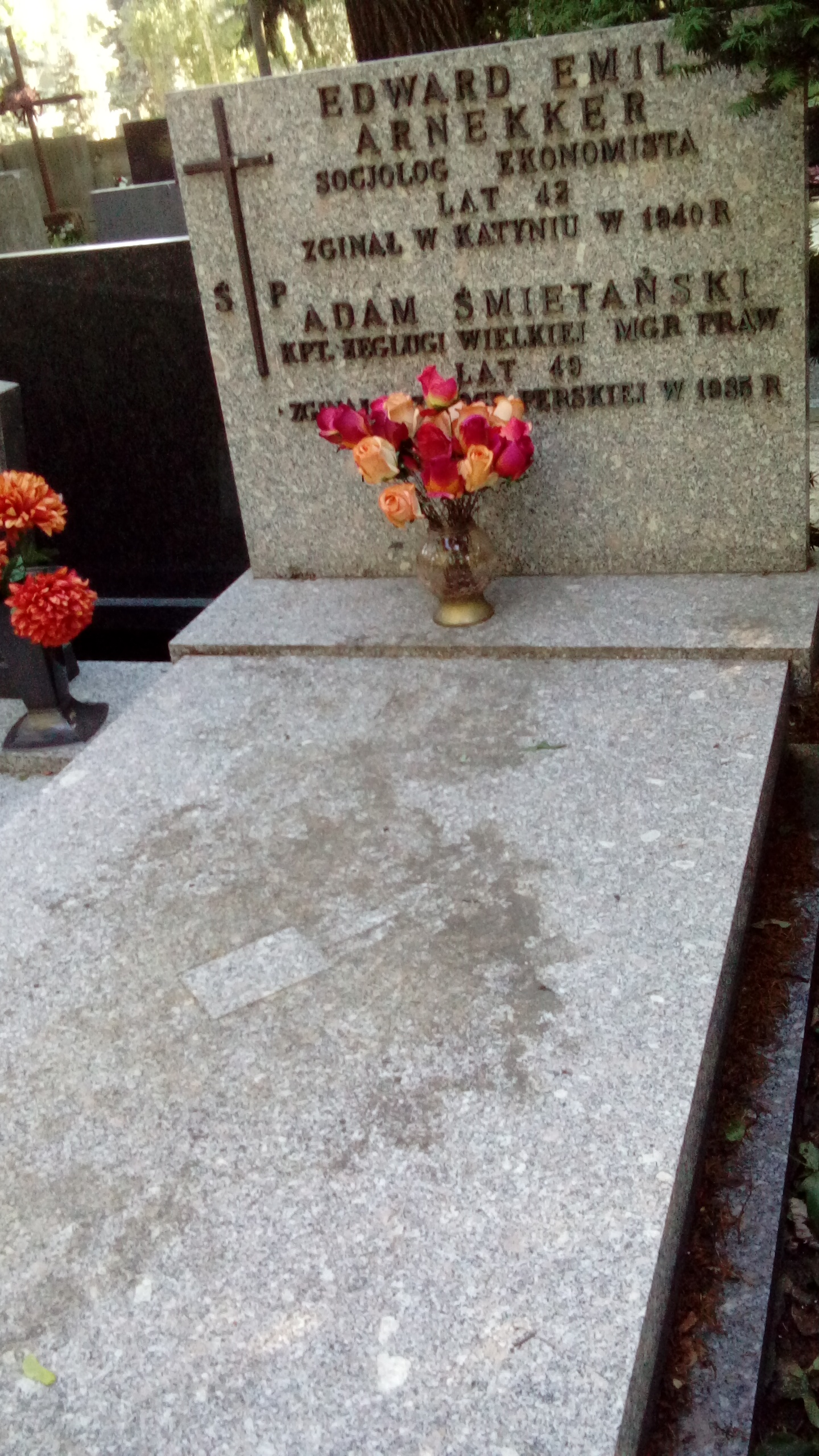
Symboliczny grób Edwarda Arnekkera

Syn Ryszarda i Aurelii z domu Gessner. Przed 1914 był drużynowym Drużyny Harcerzy im. Waleriana Łukasińskiego w Łodzi. W 1918 ukończył wydział handlowy Wyższej Szkoły Realnej Zgromadzenia Kupców w Łodzi. Po odzyskaniu przez Polskę niepodległości wstąpił do Wojska Polskiego i brał udział w wojnie polsko-bolszewickiej w szeregach 2 pułku Ułanów Grochowskich oraz 9 dywizjonu artylerii konnej.
W latach 1920–1923 studiował w Wyższej Szkoły Handlowej w Warszawie. Tam obronił pracę dyplomową O systemie nakładczym w krawiectwie Brzezin. W późniejszych latach studiował przez cztery semestry na Uniwersytecie Columbia oraz także przez cztery semestry prawo na Uniwersytecie Warszawskim. W czasie studiów pracował w macierzystej uczelni, w Katedrze Socjologii i Historycznych Nauk Ekonomicznych, następnie w Katedrze Nauk Ekonomicznych Historycznych. Od października 1922 do września 1924, od lipca 1929 do lipca 1933 i od sierpnia 1935 do września 1935 był zatrudniony w Głównym Urzędzie Statystyczny. W GUS opracował m.in. spis urzędnik państwowych, uczestniczył w pracach związanych ze spisem ludności i spisem rolnym, badał strukturę drobnego przemysłu, rzemiosła i chałupnictwa. Pracował też w Urzędzie Rady Ministrów. Wykładał w Centralnym Instytucie Wychowania Fizycznego w Warszawie i w Wolnej Wszechnicy Polskiej.
Publikował m.in. na łamach Statystyki Pracy, Ekonomisty oraz w wydawnictwach Instytutu Gospodarstwa Społecznego. Działał w ramach Towarzystwa Ekonomistów i Statystyków Polskich, był członkiem zwyczajnym Polskiego Towarzystwa Statystycznego (1938, 1939).
Został awansowany do stopnia podporucznika rezerwy w korpusie oficerów intendentów ze starszeństwem z dniem 1 lipca 1925. Był przydzielony do Powiatowej Komendy Uzupełnień Warszawa Miasto III. Na stopień porucznika rezerwy został mianowany ze starszeństwem z 1 stycznia 1936 i 16. lokatą w korpusie oficerów intendentów.
W czasie kampanii wrześniowej 1939 – po agresji ZSRR na Polskę – w nieznanych okolicznościach dostał się do niewoli sowieckiej. Przebywał w obozie w Starobielsku. Wiosną 1940 został zamordowany przez funkcjonariuszy NKWD w Charkowie i pogrzebany potajemnie w bezimiennej mogile zbiorowej w Piatichatkach, gdzie od 17 czerwca 2000 mieści się oficjalnie Cmentarz Ofiar Totalitaryzmu w Charkowie. Figuruje na Liście Starobielskiej NKWD pod poz. 10.

## Upamiętnienie
5 października 2007 minister obrony narodowej Aleksander Szczygło mianował go pośmiertnie na stopień kapitana. Awans został ogłoszony 9 listopada 2007 w Warszawie, w trakcie uroczystości „Katyń Pamiętamy – Uczcijmy Pamięć Bohaterów”.
W ramach akcji „Katyń... pamiętamy” / „Katyń... Ocalić od zapomnienia”, 26 kwietnia 2009 został zasadzony Dąb Pamięci honorujący Edwarda Arnekkera przy Zespole Szkół Publicznych im. Kard. S. Wyszyńskiego w Wierzchowinach.

## Publikacje
- Produkcja przemysłowa a zatrudnienie i zarobki w 1930 roku (1932)
- Chałupnictwo sitarskie w Biłgorajskiem (1933)
- Przejawy kryzysu w rzemiośle i chałupnictwie (1934)
- Drobny przemysł i chałupnictwo (1934, współautorzy: Zygmunt Kusociński, Antoni Kuroczycki, Ludwik Krzywicki, Zofia Brzózy)
  - La petite industrie et l’industrie à domicile. Tom 2
- O kontrolowanej obserwacji porównawczej, jako metodzie badania struktury i właściwości zespołów społecznych (studium socjologiczne) (1935)
- Zagadnienia psychologii społecznej w odniesieniu do życia społecznego wojska (1937)
- Ubezpieczenia społeczne zagranicą (1938)
- Badanie stosunków społecznych i gospodarczych dla celów szkolnych (1938)
- System nakładowy w krawiectwie Brzezin. Le travail à domicile dans la confection des habits à Porgeziny

Inne
- Syndykaty przemysłowe (1930, autor: Stanisław Piotrowski, przygotowanie do druku)